# Alexa Internet
Alexa Internet, Inc. је био амерички веб-сајт који прати статистику и активност веб-сајтова широм света. Основан је у Сан Франциску 1996. године као подружница компаније Amazon.